# ملیلی (استان بسکره)
ملیلی (به عربی: مليلي) یک شهرداری در الجزایر است که در استان بسکره واقع شده‌است. ملیلی ۵٬۱۵۱ نفر جمعیت دارد.